# Штаупиц, Иоганн фон
Иоганн фон Шта́упиц  (нем. Johann von Staupitz; ок. 1465 — 28 декабря 1524, Зальцбург) — покровитель и друг Мартина Лютера, родственник Амсдорфа, генеральный викарий ордена августинцев, организатор и профессор университета в Виттенберге.

## Биография

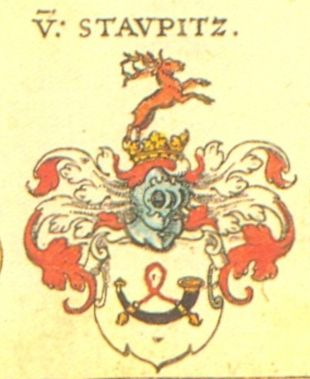
Герб рода фон Штаупиц

Потомок древнего германского дворянского рода. Родился в 1460-х годах (точная дата неизвестна) в саксонской деревне Моттервиц (ныне Тюмлицвальде). С детства был дружен с будущим курфюрстом Саксонии Фридрихом и Иоганном, будущим епископом Майссенским, которые были родом из соседних городов.

### Годы учёбы
В 1483 году был принят на факультет искусств Кёльнского университета, летом 1485 года перешёл в Лейпцигский университет, потом вновь вернулся в Кёльнский университет, который окончил в 1489 году, получив степень магистра искусств, а в 1489 году продолжил учёбу в Лейпциге.
В 1490 году в городе Гримма, неподалёку от имения своих родителей, познакомился с монахами из ордена отшельников св. Августина, принял монашеский постриг и отправился в Мюнхен, чтобы получить богословское образование. В 1497 году руководство ордена отправило Штаупица в монастырь августинцев в Тюбингене, чтобы он продолжил обучение в тамошнем университете. В 1498 году он стал настоятелем монастыря. 29 октября 1498 года Штаупиц начал читать лекции в качестве baccalaureus biblicus. 10 января 1499 года он начал читать лекции как baccalaureus sententiarius. Именно в этот период он прочитал 34 лекции по книге Иова, которые считаются самым ранним из его сохранившихся сочинений. К 6 июля 1500 года (удивительно быстро) он выполнил все требования докторской программы и стал лиценциатом богословия. В том же 1500 году в типографии Иоганнеса Отмара (нем. Johannes Othmar) был напечатан его первый трактат Decisio questionis de audiencia misse in parrochiali ecclesia dominicis etfestivis diebus. Как свидетельствуют его проповеди того периода, Штаупиц был верным последователем блаж. Августина, Бернара Клервоского и Эгидия Римского.

### Генеральный викарий августинского ордена
Завершив обучение, в 1500 году Штаупиц вернулся в Мюнхен, где стал настоятелем монастыря августинцев, однако в 1502 году саксонский курфюрст Фридрих III Мудрый пригласил его принять участие в создании нового университета в Виттенберге. Штаупиц стал преподавателем библейских наук и деканом богословского факультета. Однако в 1503 году Штаупица избрали генеральным викарием обсервантской Реформированной конгрегации отшельников св. Августина, монастыри которой были разбросаны по всей Германии. Он продолжал преподавать в университете, но лишь от случая к случаю. В 1504 году Штаупиц написал новый устав Конгрегации (Constitutiones Fratrum Heremitarum sancti Augustini ad apostolicorum privilegiorum formam pro Reformatione Alemanie), который был напечатан в Нюрнберге.
Его взгляды в этот период можно охарактеризовать как католический пиетизм: наибольшее значение он придавал личному благочестию, а не внешним обрядам, а твердым основанием утешения и душевного покоя считал милосердие Божье, а не заслуги человека. Штаупиц внес поправки в устав подчиненных ему общин — в частности, требовал, чтобы у каждого монаха был полный экземпляр Библии на латыни для личного изучения.

### Штаупиц и Лютер
В 1506 году в Эрфуртском монастыре Штаупиц познакомился с молодым монахом по имени Мартин Лютер и вскоре стал его духовным наставником. Движимый острым осознанием своих грехов, Лютер хотя бы раз в неделю приходил на исповедь и часами рассказывал о своих проступках, пытаясь вспомнить каждую мелочь. Впоследствии реформатор вспоминал, что однажды провел в исповедальне со Штаупицем целых шесть часов. Видя мучения молодого монаха, предстоятель посоветовал ему меньше думать о грехах и больше любить Бога, на что Лютер ответил: «Любить?! Да я Его ненавижу!»
В 1508 году Штаупиц пригласил Лютера, уже рукоположенного в священники, преподавать богословие в Виттенбергском университете. Там он посоветовал Лютеру начать работу над докторской диссертацией и стать проповедником. Поскольку среди августинцев в Германии существовали трения между более и менее строгими ревнителями устава блаж. Августина, осенью 1511 года на «синоде» в Виттенберге было принято решение отправить делегацию в Рим, к главе ордена Жилю Антонини. Главным посланником был избран брат Иоганн фон Мехельн (Иоханнес де Ратхайм), а поскольку монахи могли странствовать только по двое, в спутники ему был назначен Мартин Лютер. В конечном счете Штаупицу не удалось примирить и объединить немецких августинцев, и с 1511 года он поселился в Зальцбурге. В 1512 году Лютер, которому было присвоено звание доктора богословия, сменил учителя на посту декана богословского факультета Виттенбергского университета.

### Последние годы жизни
В Зальцбурге Штаупиц служил придворным проповедником местного архиепископа и аббатом бенедиктинского монастыря. Приглашенный архиепископом зальцбургским дать своё одобрение булле, осуждавшей Лютера, Штаупиц вынужден был признать главенство папы, чем вызвал упреки Лютера. Сохранившиеся сочинения Штаупица на немецком языке были опубликованы в Потсдаме в 1867 году.
В своем последнем письме Лютеру, датированном 1 апреля 1524 года, Штаупиц называл себя «братом и учеником» (лат. Frater et discipulus) реформатора.

## Сочинения
- Johann Von Staupitzens Sammtliche Werke, Herausg, Von J.K.F. Knaake. Deutsche Schriften - Primary Source Edition (Nabu Press, 2014). ISBN 1294905228